# Tasmin Mitchell
Tasmin Olajuwon Mitchell (Baton Rouge, 25 giugno 1986) è un ex cestista statunitense, professionista nella NBDL e in Europa.

## Palmarès
- McDonald's All-American Game (2005)